# Nils Rudolf Munck af Rosenschöld
Nils Rudolf Munck af Rosenschöld (även känd som Munkensköld), född 8 januari 1815 i Lund, död 6 juli 1894 i Stockholm, var en svensk publicist, främst känd som utgivare av skandaltidningen Fäderneslandet under åren 1852–1857. Han var son till professorn och prosten David Munck af Rosenschöld. 
Han representerade sin ätt för Riddarhuset vid Riksdagen under 1840-talet. Han var då även lantbrukare i Landskronatrakten ett tag innan han begav sig till Lund för att där ta examen och blev filosofie kandidat 1850 och promoverad filosofie doktor samma år. I mars 1852 startade han då den mer liberala tidningen "Fäderneslandet" där orättvisor inom samhället och statstjänstemän och andra personers moraliska betänkligheter sattes på pränt. Det bedrevs en rättegångskampanj emot honom för detta av Lunds Akademiska konsistorium som till slut fick honom relegerad från Lunds Universitet 22 december 1852. Dessa rättegångstillfällen refererade han i sin tidning med alla inlagor som lämnats av parterna. Vidare blev han sedan ombedd att lämna in sin Riddarhuspollett den 6 december 1853 lite baserat på beslutet i Lund, vilket omöjliggjorde hans inträde i Riksdagen som han precis tagit ut riksdagspollett för att medverka i. Han var i Lund till ungefär juli 1853 då sista tidningsnumret gavs ut och satte upp tidningen vidare i Stockholm med första numret 30 november 1853. Han stannade kvar som redaktör i sin tidning till maj 1857 för att därefter bli redaktör för tidningen "Sverige" till mars 1858. Därefter idkade han advokatyrket. Blev även mångårig medredaktör i sin gamla tidning.
Förutom sina inlägg i sin tidning skrev han bland annat skriften "Ord för folket (1841); operetten "Fäderneslandets dotter" i två akter (1846); "Snapphanarne" lyriskt-romantiskt skådespel i 5 akter (1859); "Förhållanden och ställningar af en ny obekant" (1865) m. m.
Han var gift 1855 med Josephina Wilhelmina Ulrika Nordström några år vilket blev barnlöst.